# Wereldkampioenschappen schaatsen afstanden 2019 - 1500 meter vrouwen
De 1500 meter vrouwen op de wereldkampioenschappen schaatsen afstanden 2019 werd gereden op zondag 10 februari 2019 in het ijsstadion Max Aicher Arena in Inzell.

## Statistieken

### Uitslag
| #      | Naam                   | Land | Tijd    |
| ------ | ---------------------- | ---- | ------- |
| Goud   | Ireen Wüst             | NED  | 1.52,91 |
| Zilver | Miho Takagi            | JPN  | 1.53,32 |
| Brons  | Brittany Bowe          | USA  | 1.53,36 |
| 4      | Jekaterina Sjichova    | RUS  | 1.53,41 |
| 5      | Antoinette de Jong     | NED  | 1.53,76 |
| 6      | Melissa Wijfje         | NED  | 1.54,50 |
| 7      | Jevgenia Lalenkova     | RUS  | 1.54,94 |
| 8      | Francesca Lollobrigida | ITA  | 1.55,15 |
| 9      | Jelizaveta Kazelina    | RUS  | 1.56,11 |
| 10     | Noemi Bonazza          | ITA  | 1.56,14 |
| 11     | Roxanne Dufter         | GER  | 1.56,37 |
| 12     | Natalia Czerwonka      | POL  | 1.56,40 |
| 13     | Nana Takagi            | JPN  | 1.56,44 |
| 14     | Zhao Xin               | CHN  | 1.56,86 |
| 15     | Valérie Maltais        | CAN  | 1.56,90 |
| 16     | Ayano Sato             | JPN  | 1.57,15 |
| 17     | Nikola Zdráhalová      | CZE  | 1.57,42 |
| 18     | Jekaterina Ajdova      | KAZ  | 1.57,46 |
| 19     | Ragne Wiklund          | NOR  | 1.57,59 |
| 20     | Han Mei                | CHN  | 1.57,74 |
| 21     | Kali Christ            | CAN  | 1.57,79 |
| 22     | Li Dan                 | CHN  | 1.58,02 |
| 23     | Gabriele Hirschbichler | GER  | 1.58,62 |
| 24     | Karolina Bosiek        | POL  | 1.58,86 |

### Loting
| Rit | Binnenbaan             | Buitenbaan             |
| --- | ---------------------- | ---------------------- |
| 1   | Dan Li                 | Nikola Zdráhalová      |
| 2   | Noemi Bonazza          | Kali Christ            |
| 3   | Jekaterina Ajdova      | Roxanne Dufter         |
| 4   | Han Mei                | Gabriele Hirschbichler |
| 5   | Karolina Bosiek        | Zhao Xin               |
| 6   | Valérie Maltais        | Jelizaveta Kazelina    |
| 7   | Natalia Czerwonka      | Melissa Wijfje         |
| 8   | Nana Takagi            | Ayano Sato             |
| 9   | Ragne Wiklund          | Antoinette de Jong     |
| 10  | Jekaterina Sjichova    | Ireen Wüst             |
| 11  | Francesca Lollobrigida | Miho Takagi            |
| 12  | Brittany Bowe          | Jevgenia Lalenkova     |

1996 · 
1997 · 
1998 · 
1999 · 
2000 · 
2001 · 
2003 · 
2004 · 
2005 · 
2007 · 
2008 · 
2009 · 
2011 · 
2012 · 
2013 · 
2015 · 
2016 · 
2017 · 
2019 · 
2020 · 
2021 · 
2023 · 
2024 · 
2025